# Rain Man (soundtrack)
Rain Man is de soundtrack van de film uit 1988 met dezelfde naam. Het album werd door Capitol Records uitgebracht op 21 februari 1989. In 2010 en 2018 verschenen er ook twee soundtrackalbums van de film met alleen de volledige filmmuziek van Hans Zimmer. 

## Rain Man (Original Motion Picture Soundtrack)
De eerste soundtrack uit 1989 bevat popsongs en de originele filmmuziek van Hans Zimmer. Op het album staan onder meer de nummers "Iko Iko" van The Belle Stars en het filmthema "Leaving Wallbrook / On the Road" van toen nog vrij onbekende filmcomponist Zimmer. Zijn filmmuziek op de soundtrack valt op door de elektronische muziek in combinatie met panfluit en didgeridoo. In de jaren negentig verscheen er al een bootleg met de volledige filmmuziek van Zimmer, maar een officieel album verscheen pas in 2010.

### Nummers
| Nr. | Titel                           | Artiest(en)                   | Duur |
| --- | ------------------------------- | ----------------------------- | ---- |
| 1   | Iko Iko                         | The Belle Stars               | 2:53 |
| 2   | Scatterlings of Africa          | Johnny Clegg & Savuka         | 4:05 |
| 3   | Dry Bones                       | The Delta Rhythm Boys         | 2:54 |
| 4   | At Last                         | Etta James                    | 3:01 |
| 5   | Lonely Avenue                   | Ian Gillan & Roger Glover     | 3:09 |
| 6   | Nathan Jones                    | Bananarama                    | 5:11 |
| 7   | Leaving Wallbrook / On the Road | Hans Zimmer                   | 2:53 |
| 8   | Las Vegas / End Credits         | Hans Zimmer                   | 8:21 |
| 9   | Stardust                        | Aaron Neville & Rob Wasserman | 4:35 |
| 10  | Beyond the Blue Horizon         | Lou Christie                  | 3:44 |

## Hitnoteringen

### NederlandseAlbum top 100
| Hitnotering: 20-05-1989 t/m 24-06-1989 | Hitnotering: 20-05-1989 t/m 24-06-1989 | Hitnotering: 20-05-1989 t/m 24-06-1989 | Hitnotering: 20-05-1989 t/m 24-06-1989 | Hitnotering: 20-05-1989 t/m 24-06-1989 | Hitnotering: 20-05-1989 t/m 24-06-1989 | Hitnotering: 20-05-1989 t/m 24-06-1989 | Hitnotering: 20-05-1989 t/m 24-06-1989 |
| Week:                                  | 1                                      | 2                                      | 3                                      | 4                                      | 5                                      | 6                                      |                                        |
| -------------------------------------- | -------------------------------------- | -------------------------------------- | -------------------------------------- | -------------------------------------- | -------------------------------------- | -------------------------------------- | -------------------------------------- |
| Positie:                               | 96                                     | 86                                     | 72                                     | 69                                     | 94                                     | 98                                     | uit                                    |

## Rain Man (Original MGM Motion Picture Score), 2010
De tweede soundtrack uit 2010 bevat alleen de volledige filmmuziek gecomponeerd door Hans Zimmer. Het album werd op 2 november 2010 uitgebracht door Perseverance Rocords.

### Nummers
| Nr. | Titel                                             | Duur |
| --- | ------------------------------------------------- | ---- |
| 1   | Drive From The Country                            | 1:23 |
| 2   | Empty House                                       | 0:44 |
| 3   | Charlie's Memories                                | 0:37 |
| 4   | Drive To The Bank And Wallbrook                   | 1:23 |
| 5   | Leaving Wallbrook                                 | 1:40 |
| 6   | Traffic Accident And Aftermath                    | 3:58 |
| 7   | Train Crossing                                    | 0:18 |
| 8   | Walk Don't Run                                    | 1:27 |
| 9   | Farmhouse                                         | 0:47 |
| 10  | Putting Ray To Bed                                | 2:05 |
| 11  | On The Road                                       | 1:23 |
| 12  | Las Vegas                                         | 6:51 |
| 13  | Piano Source Music                                | 1:04 |
| 14  | Smoke Alarm                                       | 1:23 |
| 15  | Pancakes                                          | 1:07 |
| 16  | My Main Man                                       | 1:34 |
| 17  | Train Station Goodbye                             | 1:53 |
| 18  | End Credits                                       | 3:13 |
| 19  | Bonus Track: On The Road (Wild Panpipes)          | 1:16 |
| 20  | Bonus Track: Las Vegas (Wild Vocals & Percussion) | 1:11 |

## Rain Man (Original MGM Motion Picture Score), 2018
De derde soundtrack uit 2018 werd uitgebracht in beperkte oplage en bevat alleen de volledige filmmuziek in een nieuwe samenstelling, gecomponeerd door Hans Zimmer. Het album werd uitgebracht op 16 april 2018 door Notefornote Music.

### Nummers
| nr. | Titel                                         | Duur |
| --- | --------------------------------------------- | ---- |
| 1   | Drive From The Country                        | 1:25 |
| 2   | Empty House / Charlie's Memories              | 1:23 |
| 3   | Drive To The Bank And Wallbrook               | 1:26 |
| 4   | Leaving Wallbrook                             | 1:43 |
| 5   | Traffic Accident And Aftermath                | 4:05 |
| 6   | Train Crossing / Walk Don't Run / Farmhouse   | 2:53 |
| 7   | Putting Ray To Bed                            | 2:15 |
| 8   | On The Road                                   | 1:24 |
| 9   | Las Vegas                                     | 7:01 |
| 10  | Charlie Tries To Hug Raymond                  | 1:05 |
| 11  | Smoke Alarm / Freaked / Baby Burn             | 1:27 |
| 12  | Pancakes / My Main Man                        | 2:42 |
| 13  | Train Station Goodbye                         | 1:59 |
| 14  | End Credits                                   | 3:19 |
| 15  | Leaving Wallbrook / On The Road (Bonus Track) | 2:53 |
| 16  | Las Vegas / End Credits (Bonus Track)         | 8:21 |

## Prijzen en nominaties
| Jaar | Prijs         | Categorie        | Genomineerde(n) | Uitslag     |
| ---- | ------------- | ---------------- | --------------- | ----------- |
| 1989 | Academy Award | Beste filmmuziek | Hans Zimmer     | Genomineerd |